# Cibrido
Un cibrido (dall'inglese cybrid, contrazione di cytoplasmic hybrid, cioè ibrido citoplasmatico), è una cellula eucariota prodotta dalla fusione di un'intera cellula con un citoplasto. I citoplasti sono considerabili come cellule anucleate. L'enucleazione può essere provocata da trattamenti simultanei con agenti che rompe l'integrità del citoscheletro e con l'applicazione di una forza centrifuga.

## Cibridi conrho-zero
Un caso speciale di cibrido è quello che prevede come cellula intera una cellula rho-zero, cellula a cui è stato tolto il DNA mitocondriale attraverso una prolungata incubazione con bromuro di etidio, in grado di inibire la replicazione del DNA mitocondriale. Una cellula rho-zero, dunque, contiene solo DNA di tipo nucleare e può essere cresciuta solo in medium ricchi e dotati di particolari supplementi. Un cibrido tra un citoplasto ed una cellula rho-zero, dunque, contiene DNA nucleare proveniente solo dalla rho-zero e DNA mitocondriale proveniente solo dal citoplasto. Questo tipo di cibrido è molto utilizzato per lo studio delle patologie associate al DNA mitocondriale, come la malattia di Alzheimer e la malattia di Parkinson.